# Confine tra Grecia e Macedonia del Nord
Il confine tra la Grecia e la Macedonia del Nord descrive la linea che delimita i due stati. Ha una lunghezza di 234 km.

## Percorso

Mappa della Macedonia del Nord.

Il confine tra Grecia e Macedonia del Nord, completamente terrestre, si estende da ovest a est del lago Prespa, dove si unisce al confine tra Grecia e Albania in un punto chiamato Triethnes ("tre nazioni") per incontrare la triplice frontiera Bulgaria-Grecia-Macedonia del Nord. È quasi completamente montuoso, tranne a livello della valle Axios e dell'altopiano Pelagònia. Questo altopiano è diviso tra i due paesi che condividono anche le due città principali: Florina in Grecia e Bitola nella Macedonia del Nord.

## Storia

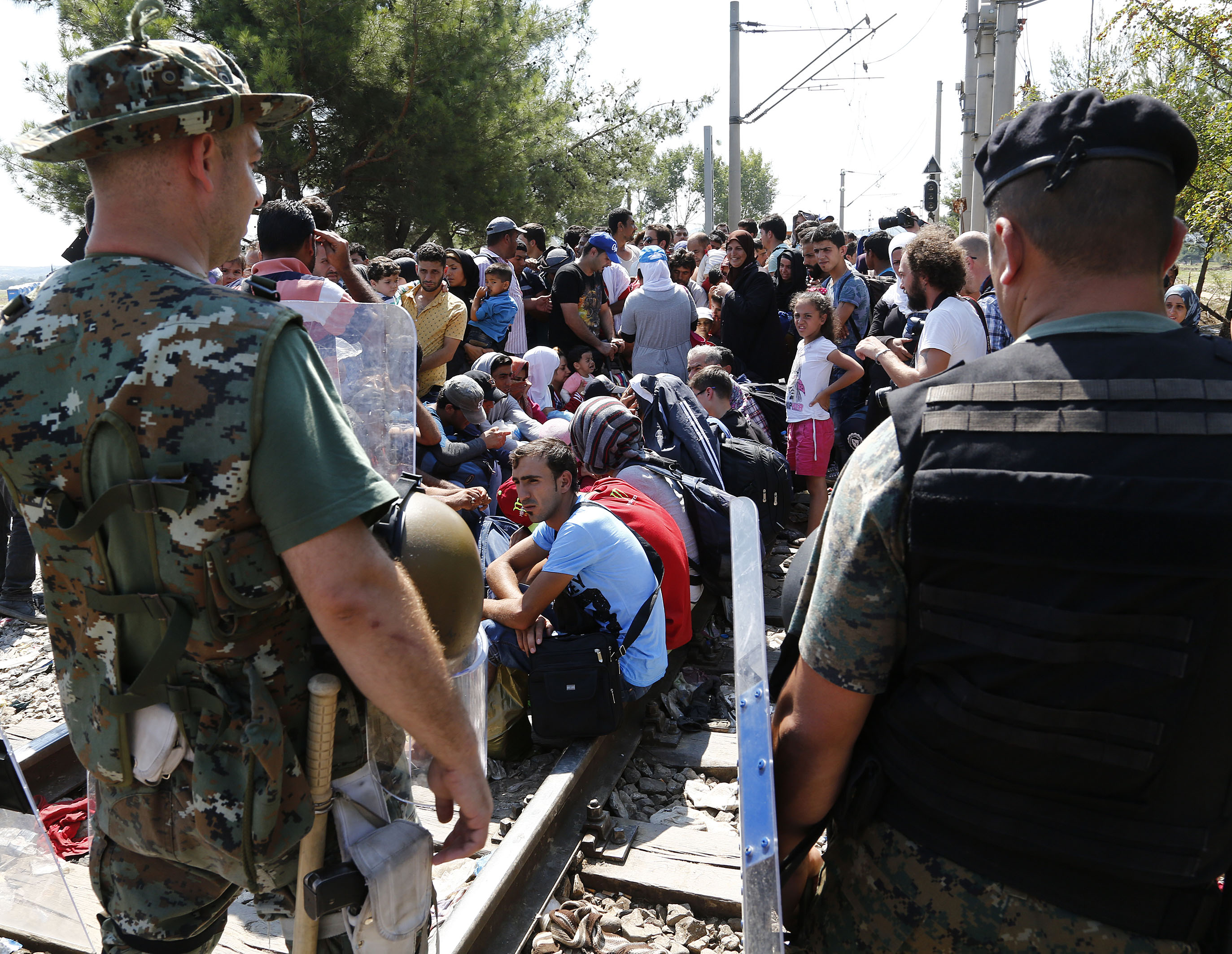
Soldati macedoni lungo la frontiera.

Fino alle guerre balcaniche, la Grecia aveva confini solo con l'Impero ottomano. Al termine di questi conflitti fu fissato il confine tra gli alleati greci e serbi. Successivamente la frontiera separò la Grecia e la Repubblica socialista federale della Jugoslavia e, dopo il 1992, la Grecia e la Macedonia del Nord. Tuttavia non è mai stato oggetto di dispute.
Questo confine ha svolto un ruolo importante nella crisi dei rifugiati del 2015 in Europa, poiché si trova sulla rotta dei Balcani occidentali. A causa del forte afflusso di rifugiati nel paese, il 29 novembre 2015 l'esercito macedone ha iniziato la costruzione di una recinzione di confine alta tre metri in alcune parti del confine con la Grecia. Dalla fine di novembre 2015 si sono verificati ripetuti scontri violenti tra rifugiati e organi di sicurezza macedoni.